# Gerhard Schmidhuber

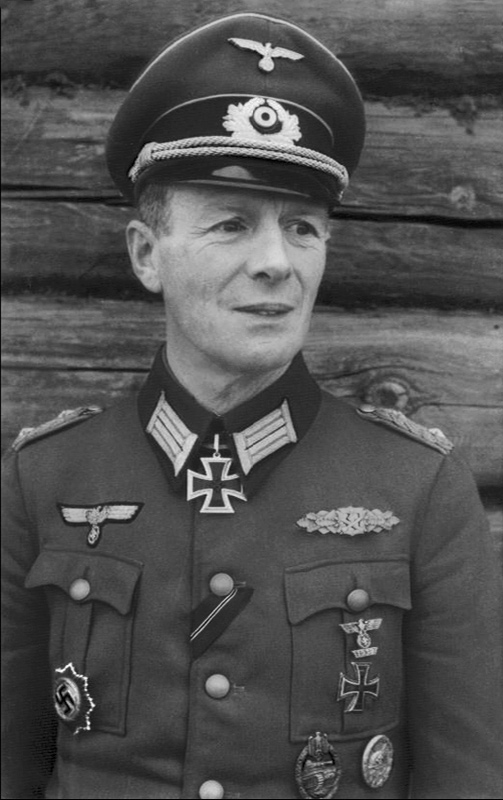
Gerhard Schmidhuber als Oberst im Januar 1944

Gerhard Schmidhuber (* 9. April 1894 in Dresden; † 11. Februar 1945 in Budapest) war ein deutscher Generalmajor der Wehrmacht, der die Auslöschung des Budapester Ghettos verhinderte.

## Leben
Schmidhuber trat am 1. April 1914 als Einjährig-Freiwilliger in die Sächsische Armee ein. Bei Ausbruch des Ersten Weltkrieges war er im 12. Infanterie-Regiment Nr. 177 eingesetzt, wo er am 8. September 1915 zum Leutnant der Reserve befördert wurde. Ausgezeichnet mit beiden Klassen des Eisernen Kreuzes schied Schmidhuber am 21. Februar 1920 aus der Armee aus und wurde kaufmännisch tätig. 
Mit dem 1. Oktober 1933 erfolgte in der Offizierkommandantur Dresden seine Wiedereinstellung als L-Offizier und Oberleutnant der Reserve. Am 15. Oktober 1934 wurde er in das aktive Verhältnis übernommen, mit Rangdienstalter vom 1. Dezember 1935 zum Hauptmann befördert und im Infanterieregiment 10 verwendet. Ab 10. November 1938 war er Kompaniechef im Infanterieregiment 103 und übernahm am 1. April 1939 als Major das II. Bataillon.
Als Bataillonskommandeur nahm Schmidhuber zu Beginn des Zweiten Weltkriegs am Überfall auf Polen teil, danach am Westfeldzug in Frankreich, am Überfall auf Jugoslawien und ab Juni 1941 am Krieg gegen die Sowjetunion. Am 1. Juli 1941 wurde er zum Oberstleutnant befördert. Im Februar 1942 erhielt er für seinen Einsatz an der Ostfront das Deutsche Kreuz in Gold. Am 30. April 1942 gab Schmidhuber die Bataillonsführung ab und wurde rückwirkend zum 1. April 1942 Oberst befördert. Danach wurde er als Lehrgruppenleiter an der Panzertruppenschule II verwendet. Mit dem 11. Juli 1943 übernahm er die Führung des Panzergrenadierregiments 304 der 2. Panzer-Division an der Ostfront. Dort wurde er am 18. Oktober 1943 mit dem Ritterkreuz des Eisernen Kreuzes ausgezeichnet. Vom 3. Februar bis 1. März 1944 nahm Schmidhuber am 9. Divisionsführer-Lehrgang in Hirschberg teil und war danach als stellvertretender Führer von Panzerdivisionen eingesetzt, so bei der 7. Panzer-Division ab 2. Mai 1944. Am 9. September 1944 übernahm er die Führung der Reste der in Rumänien zerschlagenen 13. Panzer-Division und leitete ihre Wiederaufstellung in Ungarn. Am 1. Oktober 1944 wurde Schmidhuber Divisionskommandeur und Generalmajor. Seine Division wurde Weihnachten 1944 in Budapest zusammen mit anderen deutschen und ungarischen Verbänden eingeschlossen. Nach seiner Erwähnung im Wehrmachtbericht am 20. Dezember 1944 erhielt er am 21. Januar 1945 das Eichenlaub zum Ritterkreuz des Eisernen Kreuzes (706. Verleihung).
Die Schlacht um Budapest endete mit einem Ausbruchsversuch der letzten Einheiten, bei dem Schmidhuber am 11. Februar 1945 in der Retekstraße, nahe dem Heuplatz (Széna tér) in Budapest fiel.
Für seine Verdienste bei der Rettung der letzten überlebenden Juden in Budapest wurde er 2007 postum von der ungarischen Tageszeitung Népszabadság geehrt. Raoul Wallenbergs Autorität hatte bewirkt, dass Schmidhuber das Budapester Ghetto gegen die ungarischen Pfeilkreuzler unter Schutz stellte.